# Дайнеко, Алексей Александрович
Алексей Александрович Дайнеко (бел. Аляксей Аляксандравіч Дайнека; род. 12 мая 2006, Новосёлки, Гродненская область) — белорусский футболист, полузащитник гродненского «Немана».

## Карьера
Футболом начал заниматься в СДЮШОР гродненского клуба «Белкард». Первым тренером был Владимир Робертович Андрушкевич. Позже футболист перебрался в структуру гродненского «Немана». Дебютировал за основную команду клуба 24 июня 2023 года в матче против «Слуцка», выйдя на замену на 88 минуте. В своём следующем матче 7 июля 2023 года против новополоцкого «Нафтана». В июле 2023 года футболист вместе с клубом отправился на квалификационные матчи Лиги конференций УЕФА. В рамках третьего квалификационного раунда футболист вместе с клубом уступил словенскому клубу «Целе» и закончил своё выступление в рамках  еврокубкового турнира. По итогу сезона футболист стал серебряным призёром чемпионата.

## Достижения
«Неман» Гродно
- Обладатель Кубка Белоруссии: 2023/24